# オイバレス (キュロス2世の家臣)
オイバレス（古希: Οἰβάρης、ラテン文字転記：Oibares、紀元前6世紀）はアケメネス朝ペルシア王キュロス2世の家臣である。
オイバレスについての記述はクテシアスによって書かれたが現在は散逸している『ペルシア誌』のフォティオスによる要約（cod. 72）に残っている。メディアに服属していたアンシャンの王（後にペルシアの王）キュロスがメディアに反旗を翻して紀元前550年にメディアを滅ぼした時、オイバレスはメディア王アステュアゲスを捕縛した。メディアを併呑したキュロスは次いでリュディアと戦い、オイバレスは紀元前547年にペルシア軍がリュディアの首都サルディスを包囲した時にペルシア軍の格好をした木の人形を城壁の周りにおいて住民にプレッシャーを与える策を献策した。そして、リュディア王クロイソスを捕らえた時には彼を監視した。
キュロスが宦官のペティサカス（Petisaces）にアステュアゲスを呼び寄せるよう命じた時、オイバレスはペティサカスにアステュアゲスを飢え死にさせるよう忠告し、ペティサカスはそのようにした。これが明らかになると、ペティサカスはアステュアゲスの兄妹でネブカドネザル2世の妻だったアミュティスに引き渡され、復讐として目を抉り出されて生きたまま皮をはがれ、磔にされて処刑された。これを知ったオイバレスは自らも同じ運命を辿ることを恐れ、食を断って自殺した。